# Nannolene kaiseri
Nannolene kaiseri är en mångfotingart som beskrevs av Jean-Paul Mauriès 1983. Nannolene kaiseri ingår i släktet Nannolene och familjen Cambalidae. Inga underarter finns listade i Catalogue of Life.